# Fabien Claude
Fabien Claude (* 22. prosince 1994 Épinal) je francouzský biatlonista.
V roce 2012 se účastnil Zimních olympijských her mládeže v Innsbrucku, kde jeho nejlepším výsledkem bylo šestnácté místo ve sprintu. Na Mistrovství Evropy v roce 2015 v estonském Otepää obsadil první místo ve sprintu a druhé místo ve smíšené štafetě.
S francouzskou štafetou vybojoval stříbrnou medaili na olympijských hrách v Pekingu v roce 2022. Ve světovém poháru ve své dosavadní kariéře zvítězil ve devíti kolektivních závodech. Jeho největším individuálním úspěchem je druhé místo ze stíhacího závodu ve Světovém poháru v Kontiolahti v prosinci 2020.
Jeho dva bratři Florent a Émilien se také věnují biatlonu.

## Výsledky

### Olympijské hry a mistrovství světa
| Sezóna  | Akce | Místo                | SP  | SZ  | HZ  | IZ  | ŠT | SŠT | SZD | Věk    |
| ------- | ---- | -------------------- | --- | --- | --- | --- | -- | --- | --- | ------ |
| 2021/22 | ZOH  | Peking               | 21. | 16. | 26. | 9.  | 2. | –   | ×   | 27 let |
| 2022/23 | MS   | Oberhof              | 16. | 21. | 8.  | 37. | 1. | –   | 5.  | 28 let |
| 2023/24 | MS   | Nové Město na Moravě | 26. | 10. | 5.  | 41. | 3. | –   | –   | 29 let |
| 2024/25 | MS   | Lenzerheide          | 8.  | 16. | 15. | 21. | 2. | –   | –   | 30 let |

Poznámka: Výsledky z olympijských her se do hodnocení světového poháru nezapočítávají, výsledky z mistrovství světa se dříve započítávaly, od mistrovství světa v roce 2023 se nezapočítávají.

## Vítězství v závodech světového poháru, na mistrovství světa a olympijských hrách

#### Kolektivní
| Č.                           | sezóna    | datum             | místo                       | disciplína      |
| ---------------------------- | --------- | ----------------- | --------------------------- | --------------- |
| 1.                           | 2020/2021 | 15. ledna 2021    | Oberhfof, Německo           | štafeta         |
| 2.                           | 2022/2023 | 8. ledna 2023     | Pokljuka, Slovinsko         | smíšená štafeta |
| MS                           | 2022/2023 | 18. února 2023    | Oberhof, Německo (MS)       | štafeta         |
| 3.                           | 2022/2023 | 5. března 2023    | Nové Město, Česko           | smíšená štafeta |
| 4.                           | 2022/2023 | 3. března 2024    | Holmenkollen, Norsko        | smíšená štafeta |
| 5.                           | 2024/2025 | 1. prosince 2024  | Kontiolahti, Finsko         | štafeta         |
| 6.                           | 2024/2025 | 15. prosince 2024 | Hochfilzen, Rakousko        | štafeta         |
| 7.                           | 2024/2025 | 17. ledna 2025    | Ruhpolding, Německo         | štafeta         |
| 8.                           | 2024/2025 | 25. ledna 2025    | Anterselva, Itálie          | štafeta         |
| 9.                           | 2024/2025 | 9. března 2025    | Nové Město na Moravě, Česko | štafeta         |
| – závod na mistrovství světa |           |                   |                             |                 |